# NGC 6139
NGC 6139 (również GCL 43 lub ESO 331-SC4) – gromada kulista znajdująca się w gwiazdozbiorze Skorpiona. Odkrył ją James Dunlop 13 maja 1826 roku. Jest położona w odległości ok. 32,9 tys. lat świetlnych od Słońca oraz 11,7 tys. lat świetlnych od centrum Galaktyki.